# Müşfika Kadın
Müşfika Kadın, död 1961, var den nionde av tretton hustrur till den osmanska sultanen Abd ül-Hamid II (regent 1876-1909). 
Hon tillhörde en adlig familj från Abchazien. Hon gifte sig med Abd ül-Hamid II 1886. Paret fick en dotter. 
När Abd ül-Hamid II avsattes 1909, följde hon honom i exil; paret tilläts återvända 1912, och hon är känd som den hustru som delade hans liv. När monarkin avskaffades och alla medlemmar av dynastin förvisades 1924, tilläts hon liksom andra ingifta medlemmar att stanna.